# Aximopsis tropicana
Aximopsis tropicana is een vliesvleugelig insect uit de familie Eurytomidae. De wetenschappelijke naam is voor het eerst geldig gepubliceerd in 1953 door Risbec.